# Юаньма
Юаньма (кит. спр. 元马镇, піньїнь: Yuánmă Zhèn) — містечко в південнокитайській провінції Юньнань, адміністративний центр повіту Юаньмоу у Чусюн-Їській автономній префектурі.

## Географія
Юаньма розташовується у центрі Юньнань-Гуйчжоуського плато — висота понад 1000 метрів над рівнем моря нівелює спекотний клімат низьких широт.

### Клімат
Містечко знаходиться у зоні, котра характеризується вологим субтропічним кліматом. Найтепліший місяць — травень із середньою температурою 26.7 °C (80 °F). Найхолодніший місяць — січень, із середньою температурою 15 °С (59 °F).
| Клімат Юаньма           | Клімат Юаньма | Клімат Юаньма | Клімат Юаньма | Клімат Юаньма | Клімат Юаньма | Клімат Юаньма | Клімат Юаньма | Клімат Юаньма | Клімат Юаньма | Клімат Юаньма | Клімат Юаньма | Клімат Юаньма | Клімат Юаньма |
| Показник                | Січ.          | Лют.          | Бер.          | Квіт.         | Трав.         | Черв.         | Лип.          | Серп.         | Вер.          | Жовт.         | Лист.         | Груд.         | Рік           |
| Середній максимум, °C   | 23            | 25            | 29            | 32            | 33            | 32            | 31            | 31            | 29            | 27            | 25            | 22            | 28            |
| Середня температура, °C | 15            | 18            | 22            | 25            | 27            | 27            | 27            | 26            | 25            | 22            | 18            | 15            | 22            |
| Середній мінімум, °C    | 7             | 10            | 14            | 18            | 21            | 22            | 22            | 21            | 20            | 16            | 11            | 7             | 15            |
| Норма опадів, мм        | 3             | 4             | 5             | 12            | 43            | 110           | 144           | 121           | 92            | 60            | 21            | 6             | 621           |
| ----------------------- | ------------- | ------------- | ------------- | ------------- | ------------- | ------------- | ------------- | ------------- | ------------- | ------------- | ------------- | ------------- | ------------- |
| Джерело: Weatherbase    |               |               |               |               |               |               |               |               |               |               |               |               |               |